# نایرون نوسورثی
نایرون نوسورثی (انگلیسی: Nyron Nosworthy؛ زادهٔ ۱۱ اکتبر ۱۹۸۰) بازیکن فوتبال اهل جامائیکا است.
از باشگاه‌هایی که در آن بازی کرده‌است می‌توان به باشگاه فوتبال گیلینگام، باشگاه فوتبال ساندرلند، باشگاه فوتبال شفیلد یونایتد، باشگاه فوتبال پورتسموث، باشگاه فوتبال بلکپول، باشگاه فوتبال داگنم و ردبریج، باشگاه فوتبال واتفورد، و باشگاه فوتبال بریستول سیتی اشاره کرد.
وی همچنین در تیم ملی فوتبال جامائیکا بازی کرده‌است.